# Tisamenus summaleonilae
Tisamenus summaleonilae är en insektsart som beskrevs av Ireneo L. Lit och Orlando L. Eusebio 2005. Tisamenus summaleonilae ingår i släktet Tisamenus och familjen Heteropterygidae. Inga underarter finns listade i Catalogue of Life.